# Allmänna Tidningen
Allmänna Tidningen var en dagstidning utgiven i Stockholm från 3 december 1853 till 21 augusti 1854.

## Tidnings titlar
Allmänna Tidningen till 11 januari 1854, 17 januari till 20 februari 1854 och 22 februari till 2 mars 1854.Sen kom en del tillfällighetstitlar
- Flygskrift i stället för Allmänna Tidningen 16 januari 1854, 21 februari och 3 mars.
- Rysshatataren, Flygskrift är ersättning för Allmänna Tidningen den 4 mars 1854.
- Tillståndsbrevet, Flygskrift istället för Allmänna Tidningen 6 mars 1854.
- Den Allmänna Tidningen 7,8 mars samt 17 mars till 29 april samt 13´2 maj till 21 augusti.
- Nytt Originalbibliotek i den sköna litteraturen n:o 1[-7] utgivna som ersättning till prenumeranter av Allmänna Tidningen 9 till 16 mars 1854.
- Majbladet utgiven som ersättning för Den Allmänna Tidningen 1 maj 1854.

## Redaktion
Redaktions- och utgivningsort var Stockholm. Tidningens förläggare var, sedermera ägare till tidningen Fäderneslandet, J. F. Hagström. Redaktör var C. G. Uggla, som undertecknat anmälan av tidningen den 3 december 1853  Före detta  löjtnanten, friherre Axel Göran Posse erhöll utgivningsbevisför tidningen den 2 december 1853, vilket han sedermera återtog, och tvingade förläggaren att ge ut några flygskrifter, till dess att utgivningsbevis  för Den Allmänna Tidningen utfärdades 13 mars 1854 av boktryckerikonstförvanten C. R. Hallgren. Bland medarbetarna märkas Maximilian Axelson (död 1884 11/10), W. O. A. Bäckman och Axel Krook (död 1893 26/4).

## Tryckning
Tidningen trycktes av Typografiska Föreningens Boktryckeri från 3 december 1853 till 1 maj 1854. Nästa tryckare var  Rudolf Wall som tryckte tidningen till 221 augusti 1854Tidning kom ut 6 dagar i veckan till 12 maj 1854 och därefter 1 gång i veckan fredag eller lördag till 21 augusti. Typsnitt  var antikva och fraktur blandat. Tidningen hade 4 - 8 sidor i folioformat med tre spalter 33 x 38 cm eller 21,5 x 23,5 cm. Periodvis 4 spalter i lite större format. Priset var 10 riksdaler banco till 1 maj 1854 sedan 3 riksdaler 16 skilling banco.